# 달이기

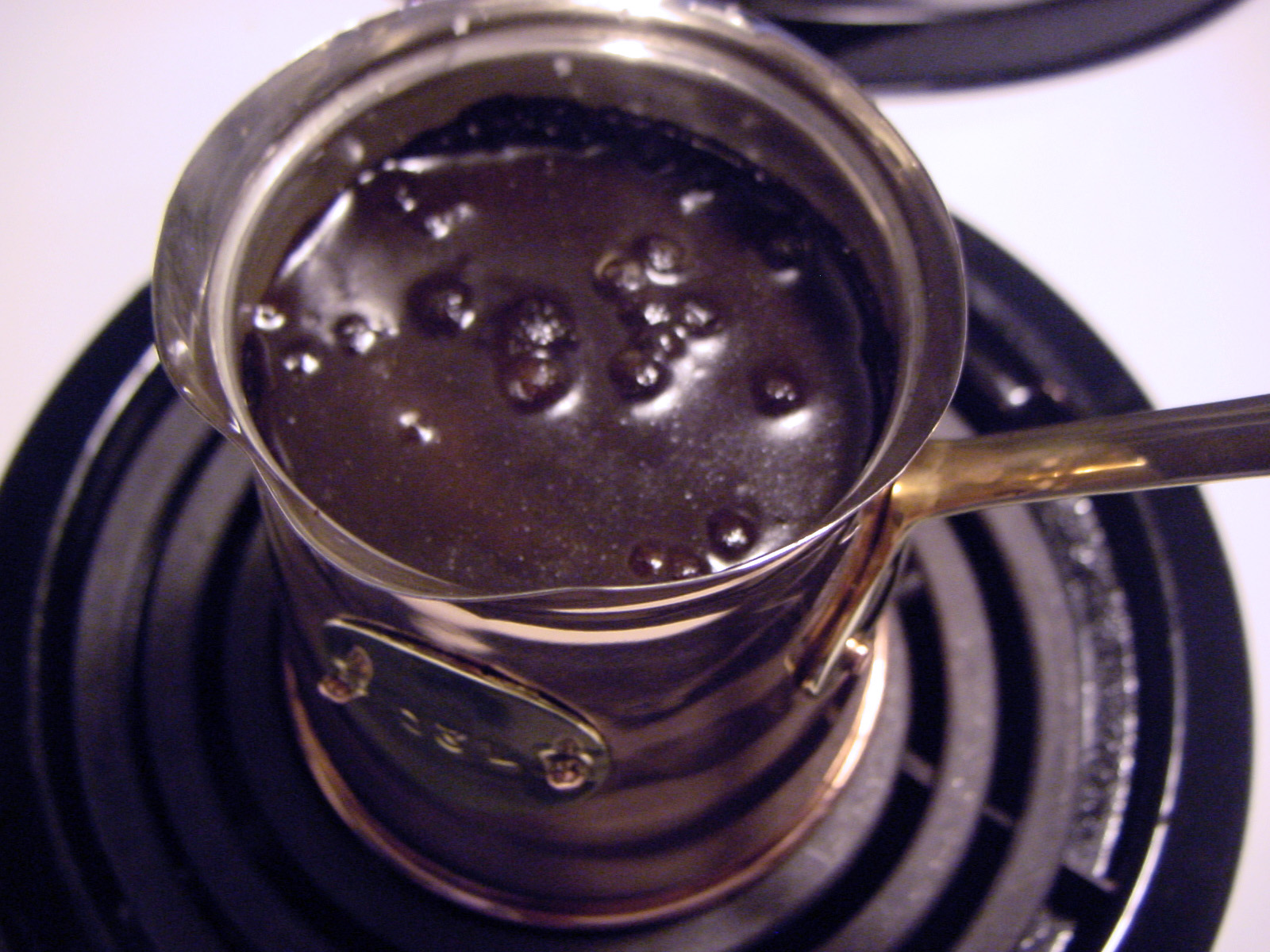
터키식 커피를 달이고 있다. 오늘날 대부분의 커피는 내리기를 이용해 만들지만, 옛날에는 달이기가 주류였다.

달이기(영어: decoction)는 식물성 식재료를 고온으로 가열하여 원하는 성분을 뽑아내는 추출법이다. 달이기는 약초 또는 식물 재료(줄기, 뿌리, 나무껍질 및 뿌리줄기를 포함할 수 있음)를 끓여서 재료의 화학 물질을 용해시켜 추출하는 방법이다. 이는 다양한 약초 시스템에서 가장 일반적인 준비 방법이다. 달이기에는 먼저 식물 재료를 건조시키는 것이 포함된다. 그런 다음 재료를 으깨거나 슬라이싱하거나 절단하여 최대 용해를 허용한다. 마지막으로 물을 끓여서 오일, 휘발성 유기화합물, 기타 다양한 화학물질을 추출한다. 때로는 물 대신 수성 에탄올이나 글리세롤을 사용할 수도 있다. 달이기는 티산, 팅크 및 유사한 용액을 만드는 데 사용될 수 있다. 달이기와 우리기는 화학적 특성이 다른 액체를 생성할 수 있다. 온도나 준비 차이로 인해 달이기과 우리기에 비해 지용성 화학 물질이 더 많이 생성될 수 있기 때문이다. 이 과정은 부용이나 스톡을 준비하기 위해 고기와 야채에도 적용될 수 있지만, 이 용어는 일반적으로 의약 또는 과학적 목적으로 삶은 식물 추출물을 설명하는 데만 사용된다.

## 같이 보기
- 흡수
- 담그기
- 우리기
- 팅크
- 본초학